# Drukpa kagyü
A drukpa kagyü (tibeti: འབྲུག་པ་བཀའ་བརྒྱུད), vagy egyszerűen drukpa. dugpa vagy régebbi forrásokban a „vörös sapkás szekta”, a tibeti buddhizmusban a kagyü iskola egyik ága. A kagyü iskola Tibetben a „szarma”, azaz „új fordítás” iskolák közé tartozik.
A drukpa kagyün belül további aliskolák vannak, amelyek közül a legnevesebb a kelet-khami közép-drukpa hagyomány, amely főleg Ladakban és környékén virágzott. Bhutánban a drukpa a domináns buddhista iskola, amely az ország államvallása is egyben.

## Története
A drukpa vonalat Tibet nyugati részén alapította Cangpa Gyare (1161–1211), Ling Repa egyik tanítványa, aki már fiatal korában a vadzsrajána mahámudrá gyakorlatok és Náropa hat jógájának a mestere volt. Tertönként, azaz spirituális relikviák megtalálójaként, felfedezte a „Hat egyenlő ízlés” című szöveget, amelyet korábban Milarepa tanítványa, Recsung Dordzse Drakpa rejtett el. Cangpa Gyare és tanítványa zarándoklat közben szemtanúi voltak, ahogy egy sárkány (tibeti: druk) a földből feltör az égbe, miközben virágeső hullt mindenfelé. Emiatt az élmény miatt nevezték el a szektájukat „drukpa” szektának (a „pa” iskolát jelent).
Cangpa Gyare unokaöccsének tanítványa, Phadzso Drugom Csigpo (1208–1276) 1222-ben megalapította Nyugat-Bhután völgyei közt a drukpa kagyü vonalat.

## Kolostorok
A drukpa rend főbb kolostorai közé tartozik:
- Ralung kolostor – Közép-Tibetben, Bhutántól északra
- Druk Sangag Choeling kolostor
- Hemis kolostor
- Punakha Dzong – a drachang lenchog téli otthona
- Tashichho Dzong – Timpu, a drachang lenchog nyári otthona
- Namdruk kolostor
- Kardang kolostor – a fő kolostor Lahaul-ban